# Wacław Tomkowski
Wacław Tomkowski (ur. 9 marca 1931 w Jedlance Nowej) – polski dyplomata i działacz partyjny, chargé d’affaires a.i. ambasady w Afganistanie (1965–1966), konsul generalny PRL w Montrealu (1988–1991/2).

## Życiorys
Uczył się w szkołach podstawowych w Chwałowicach i Iłży, a od 1947 do 1949 w Zasadniczej Szkole Górniczej w Wałbrzychu. Podjął pracę jako elektromonter w KWK Thorez. Od 1946 działał w Hufcach Budowlanych „Świt” (organizacji wspierającej awans społeczny niezamożnej młodzieży z województwa kieleckiego), a w latach 1948–1954 w Związku Młodzieży Polskiej. W 1949 skierowany przez zarząd powiatowy ZMP na studia przygotowawcze do uczelni w Gliwicach i Szczecinie, następnie w latach 1951–1954 kształcił się na Wydziale Dyplomatyczno–Konsularnym Szkoły Głównej Służby Zagranicznej.
W 1950 wstąpił do Polskiej Zjednoczonej Partii Robotniczej. Zajmował m.in. stanowiska członka egzekutyw POP PZPR przy Międzynarodowej Komisji Nadzoru i Kontroli, ambasadach w Afganistanie i Kanadzie (w tej ostatniej I sekretarz). W 1972 został członkiem egzekutywy Komitetu Zakładowego przy MSZ, a od 1972 do 1976 był kolejno starszy instruktor, inspektor i starszy inspektor Wydziału Zagranicznego Komitetu Centralnego PZPR.
Od 1954 do 1972 zatrudniony w Ministerstwie Spraw Zagranicznych, początkowo radca w Departamencie V (Afryka, Bliski, Środkowy i Daleki Wschód). Pracował jako kierownik sekretariatu Polskiej Delegacji w Międzynarodowej Komisji Nadzoru i Kontroli w Wietnamie (1956–1957), radca Departamentu Kadr (1957–1960), attaché w Ambasadzie PRL w Iraku (1960–1961) oraz II sekretarz ambasady w Afganistanie (1962–1966). Od kwietnia 1965 do 22 kwietnia 1966 chargé d’affaires ad interim tej ostatniej placówki. W kolejnych latach starszy radca w Departamencie V MSZ (1966–1967), doradca delegacji na sesję ONZ (1967), I sekretarz ambasady PRL w Kanadzie (1968–1971), naczelnik Wydziału Ameryki Północnej w Departamencie III MSZ (1972–1973), radca ambasady w Kanadzie (1976–1980) oraz doradca ministra w Departamencie III (1980–1988). 18 lipca 1988 powołany na konsula generalnego w Montrealu, zajmował to stanowisko co najmniej do 1991.